# Amalrik V van Thouars
Amalrik V van Thouars (circa 1095 - Thouars, 1127) was van 1123 tot aan zijn dood burggraaf van Thouars.

## Levensloop
Amalrik V was de oudste zoon van burggraaf Godfried III van Thouars en diens echtgenote Adelina, wier afkomst onbekend gebleven is. Na de dood van zijn vader in 1123 werd hij burggraaf van Thouars.
Het kwam tot een conflict tussen Amalrik V en zijn neef Amalrik VI, die de erfenis van zijn vader Herbert II opeiste. De vader van Amalrik V, Godfried III, had namelijk in 1104 zijn oudere broer Herbert opgevolgd en daarbij de erfrechten van Amalrik VI genegeerd. Het conflict kwam ten einde in 1127, toen Amalrik V in het kasteel van Thouars werd vermoord, vermoedelijk in opdracht van zijn neef en opvolger Amalrik VI.

## Huwelijk en nakomelingen
Op 11 april 1116 huwde Amalrik V met Agnes van Poitou (1103-1157), dochter van hertog Willem IX van Aquitanië. Ze kregen volgende kinderen:
- Willem I (1120-1151), burggraaf van Thouars
- Godfried IV (1125-1173), burggraaf van Thouars
- Gwijde, huwde met vrouwe Johanna van Beauffort
- Albert